# Julius Döring
Julius Döring (* 31. August 1818 in Dresden, Königreich Sachsen; † 26. September 1898 in Mitau, Kaiserreich Russland) war ein deutschbaltischer Maler.

## Leben
Julius Döring besuchte die Hochschule für Bildende Künste Dresden. Ab 1838 wurde er dort von Eduard Bendemann zum Porträt- und Historienmaler ausgebildet. 1844 reiste er durch Süddeutschland und Norditalien und zeichnete Trachten als Illustrationen für die 3. Ausgabe der Geschichte des deutschen Volkes von Eduard Duller, die 1846 erschien. 

### Maler
Dresdener Mitstudenten aus Kurland luden Döring in ihre Heimat ein. Das kurländische Leben gefiel ihm. Seit 1845 lebte er in Mitau als Zeichen- und Mallehrer. Als Maler widmete sich besonderes der Porträtmalerei. Er schuf rund 1000 Porträts, von denen nur ein kleiner Teil erhalten ist. Seine Auftraggeber waren der deutschbaltische Adel und wohlhabende deutschbaltische Bürger. Zudem malte Döring 23 Altarbilder für Kirchen, unter anderem für die lutherischen Kirchen in Mitau, in Iecava, in Sala, in Sauka bei Jēkabpils und in Bauska. Für weitere Kirchen entwarf er die Altäre, so in Asare bei Jēkabpils, in Baldone und in Mazirbe bei Kolka.

### Bibliothekar, Geschichtsforscher und Archäologe
Von 1860 bis 1893 war Döring der Bibliothekar am Kurländischen Provinzialmuseum in Mitau. Für sein Museum wurde er zu einem begeisterten Sammler lettischer Kunst und „Altertümer“.
Döring erforschte zahlreiche Burgen, Burgruinen, Schlösser und Herrenhäuser in Kurland und Semgallen. Er gilt als „der bedeutendste Forscher des 19. Jahrhunderts auf diesem Gebiet“.
Im Jahr 1863 untersuchte er archäologisch die bronzezeitlichen Schiffssetzungen bei Bīlavas und Birznieki („Velna laiva“).
Am 14. April 1866 führte er zusammen mit August Bielenstein, Edmund Carl Julius Krüger, Ernst August von Raison, und anderen Ausgrabungen in Tērvete (Hofzumberge) und Svētais kalns (Heiligenberg) durch.
In den Jahren 1885 und 1889 unternahm Döring längere Studienreisen nach Griechenland und Palästina. Bei seinen Reisen durch Kurland und Semgallen und bei seinen Aufenthalten in Riga führte er ausführlich Tagebuch. Seine kulturgeschichtlich bedeutsamen Tagebücher sind zum Teil im Lettischen Nationalarchiv erhalten. Sie wurden von Valda Kvaskova als historisch-kritische Ausgabe ediert und 2019 veröffentlicht.

### Mitgliedschaften
Döring gehörte der Kurländischen Gesellschaft für Literatur und Kunst an. 1887 wurde er zum korrespondierenden Mitglied der Gelehrten Estnischen Gesellschaft in Dorpat gewählt.

## Schriften
- Was ich nicht gern vergessen möchte oder Erinnerungen aus meinem Leben. Lettisches Nationalarchiv, Riga 2016, ISBN 978-9984-836-05-8.